# Danis proedrus
Danis proedrus är en fjärilsart som beskrevs av Hans Fruhstorfer 1915. Danis proedrus ingår i släktet Danis och familjen juvelvingar. Inga underarter finns listade i Catalogue of Life.